# Acasis muscigera
Acasis muscigera là một loài bướm đêm trong họ Geometridae.